# Estadounidismo
Un estadounidismo es una expresión del español propio de los Estados Unidos.  Es una variante reconocida por la Real Academia Española en 2012 e incorporada en el DRAE.
No se debe confundir el "estadounidismo" con el espanglish. Mientras que el “estadounidismo” se refiere a palabras que existen en la lengua española pero que en Estados Unidos adquieren un significado diferente, el espanglish es una modalidad donde se mezclan elementos léxicos y morfológicos ingleses y españoles. El reconocimiento del “estadounidismo” supone aceptar la fuerte presencia que tiene el español en Estados Unidos. Ahora, la Academia Norteamericana de la Lengua Española está confeccionando un glosario de palabras para ir proponiéndolas a la Real Academia para que las vaya incorporando en el diccionario.

## Estadounidismos
- parada (parade) para referirse a un desfile.
- departamento (department) para referirse a un Ministerio o Secretaría de Estado.
- aplicar (to apply) para referirse a presentar una solicitud.
- elegible (elegible) en el sentido de ser beneficiario.
- carpeta (carpet) para referirse a alfombra.